# Riscaldamento (sport)

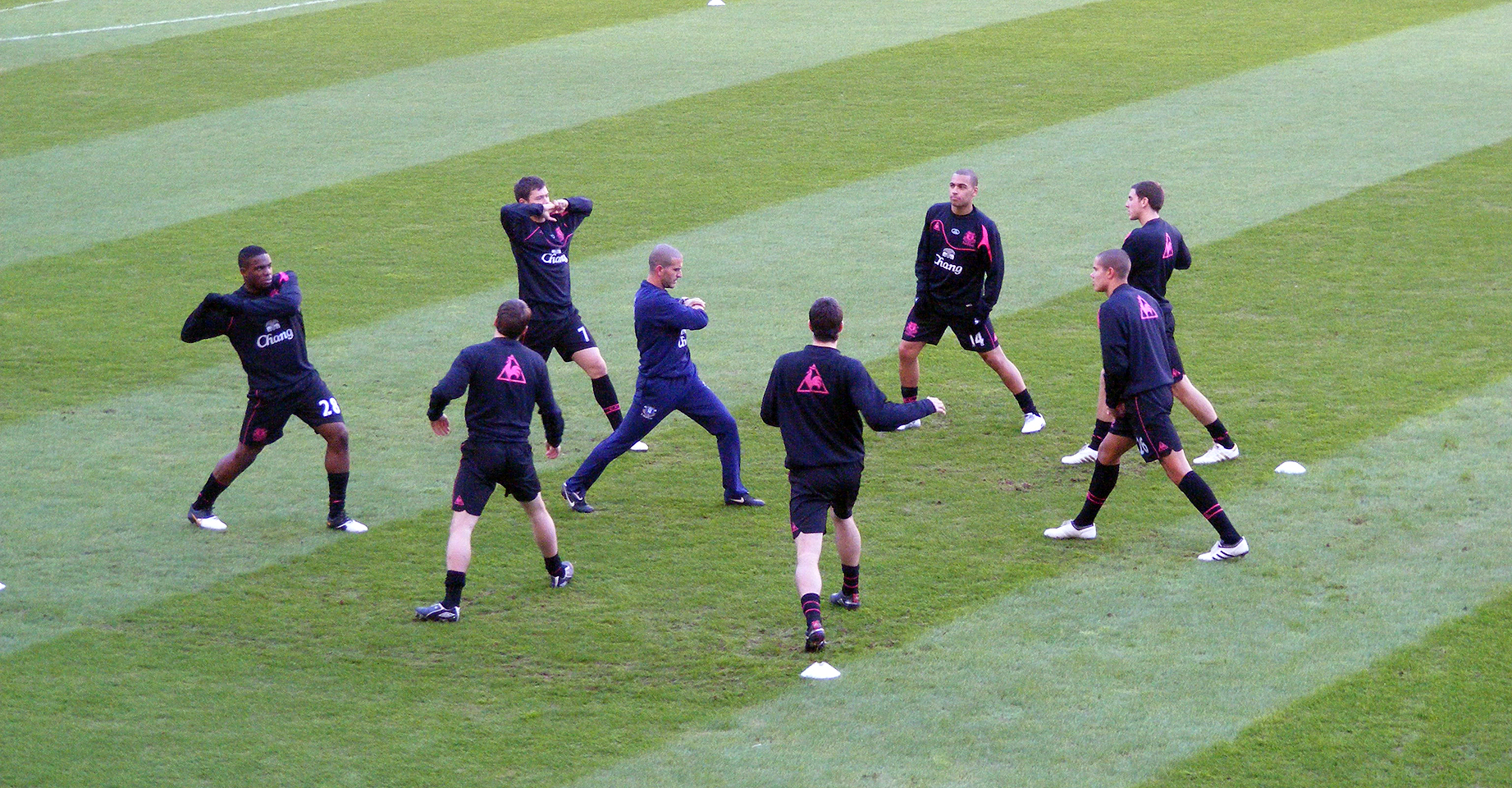
Calciatori professionisti durante un riscaldamento

Nello sport il riscaldamento, in lingua inglese warm up, è una pratica eseguita prima della prestazione fisica-sportiva (allenamento o gara)
per consentire al corpo di riuscire ad affrontare il vero e proprio allenamento nelle migliori condizioni possibili, preparandolo, migliorando la prestazione fisica e riducendo il rischio di infortuni.

## Definizione
Anche se non è strettamente parte dell'allenamento fisico, il  riscaldamento  è una componente molto importante della pratica sportiva. La sua definizione fisiologica è incrementare la temperatura dei muscoli e del sangue rappresentando la fase di transizione dal riposo all'attività. Semplificando, si potrebbe descrivere come la preparazione fisica e mentale all attività fisica. Le principali finalità del riscaldamento sono, aumentare la vasodilatazione, l'approvvigionamento di sangue ai muscoli e di conseguenza favorire l'apporto di nutrienti e lo scambio gassoso al muscolo in attività, aumentare gli impulsi nervosi al muscolo, migliorare lo smaltimento delle scorie, e aumentare la temperatura corporea per fare in modo che l'attività degli enzimi responsabili della produzione di energia possa essere ottimizzata. 
Si ritiene che l'innalzamento della temperatura corporea mediante il  riscaldamento migliori la funzione muscolare portando ad una maggiore elasticità muscolare, una maggiore resistenza del tessuto muscolare alle lacerazioni, rilassatezza muscolare, una maggiore estendibilità del tessuto connettivo all'interno del muscolo, un decremento della viscosità muscolare, un aumento del tasso metabolico e dell'estendibilità dei tessuti molli. Di conseguenza viene ritenuto un metodo indicato per prevenire gli infortuni grazie all'aumento dell'elasticità dei muscoli e tendini. L'aumento della temperatura ha anche un significativo effetto positivo sulla forza e potenza muscolare, e migliora la mobilità articolare, la reattività, ed il tasso di sviluppo della forza. Questa fase prepara il corpo per l'attività fisica intensa, migliorando le proprietà metaboliche del muscolo (produzione di ATP), l'efficienza meccanica della contrazione muscolare e la produzione di forza. Un aumento della temperatura corporea durante il  riscaldamento può aumentare la flessibilità muscolare anche del 20%. La preparazione fisiologica all'allenamento porta anche ad una maggiore prontezza mentale.
Anche se in genere viene inteso come riscaldamento attivo, cioè che prevede la mobilizzazione del corpo, esiste anche il riscaldamento passivo, che può essere svolto sfruttando l'utilizzo di agenti esterni come doccia calda, sauna, o ultrasuoni. Quest'ultimo metodo è generalmente meno consigliato perché meno efficace rispetto alla variante attiva. Il riscaldamento passivo può essere indicato come pratica ulteriore per gli anziani con problemi di artrite.
È stato suggerito che la pratica del riscaldamento tradizionale (attivo) pre-esercizio prepara il corpo all'allenamento fisico, migliora la prestazione fisica, aumenta l'assorbimento dell'ossigeno, diluisce la produzione di lattato durante l'attività, riducendo l'abbassamento del pH, e quindi riducendo il fenomeno dell'acidosi. L'acidosi rappresenta l'eccessivo accumulo di ioni idrogeno (H+) che causa un aumento dell'acidità, quindi un abbassamento del pH nel sangue e nel muscolo, che è correlato alla produzione di acido lattico. L'incremento dei livelli di acido lattico è stato associato alla fatica muscolare. Di conseguenza, la fatica neuromuscolare può portare ad una riduzione della capacità del muscolo di produrre forza. Esso migliora l'efficienza della risposta cardiovascolare e può contribuire a prevenire una serie di problematiche e irregolarità cardiovascolari riscontrabili con un'attività fisica intensa e improvvisa. Il riscaldamento dovrebbe durare da un minimo di 5 ad un massimo di 20 minuti in base al tipo di allenamento previsto. La durata del riscaldamento può variare notevolmente, a seconda dell'intensità dell'attività fisica, delle condizioni ambientali, e del livello di forma fisica dei soggetti. Un basso grado di allenamento aerobico richiede un breve riscaldamento, mentre un'attività fisica potente o intensa necessita di un maggiore riscaldamento.
Il tempo tra il riscaldamento e l'inizio dell'allenamento non dovrebbe superare i 15 minuti, altrimenti gli effetti positivi di tale pratica verrebbero persi. Il  riscaldamento dovrebbe coinvolgere un maggiore numero di gruppi muscolari, o gruppi muscolari molto estesi, al fine di promuovere l'attività cardiaca ed enfatizzare il flusso sanguigno o vasodilatazione dei muscoli, e aumentare la temperatura dei muscoli stessi. L'intensità del  riscaldamento deve essere sufficientemente bassa da non portare all'affaticamento fisico, pertanto si potrebbe individuare un livello di intensità relativa al 50-60% della frequenza cardiaca massima (FCmax o HRmax) o tra il 40 e il 60% del massimo consumo di ossigeno (VO2max). Per atleti allenati o professionisti può essere consigliato un aumento dell'intensità nella parte finale del riscaldamento fino al 70-80% della FCmax.

### Fasi del riscaldamento
Il riscaldamento pre-esercizio può essere suddiviso in 2 categorie, il riscaldamento generale e specifico.
- Il "riscaldamento generale" consiste in movimenti che non necessariamente coinvolgono parti corporee che andranno ad essere principalmente reclutate durante l'attività[2]. Il suo scopo è quello di favorire un incremento della temperatura corporea e del flusso sanguigno eseguendo movimenti che richiedono l'uso di grandi gruppi muscolari, come la ginnastica, la corsa, o macchinari cardiovascolari come il treadmill o il cicloergometro[2][3][7][15].
- Il "riscaldamento specifico" consiste nel riprodurre movimenti che imitano l'esercizio vero e proprio che si dovrà eseguire, favorisce un aumento della temperatura muscolare settoriale, e può essere applicato in sport o attività fisiche specifiche[2][15]. Un esempio di riscaldamento settoriale nel contesto dell'esercizio anaerobico con i pesi (resistance training) può essere l'esecuzione di 5-6 ripetizioni dell'esercizio vero e proprio ma ad un'intensità molto bassa, come al 40% di 1RM[3][7]. Il riscaldamento specifico può inibire o ridurre l'acidosi intracellulare durante l'esercizio intenso[20].

Grazie ai benefici del riscaldamento è consigliabile eseguire questa pratica prima dell'intenso esercizio nella sua forma generale e specifica. Questo ha implicazioni non solo per la prevenzione degli infortuni, ma anche per le prestazioni. Sebbene il riscaldamento specifico venga considerato importante perché permette di acquisire il gesto, riscaldare l'area settorialmente e fornire più forza nelle serie effettive, esistono evidenze che provano come la combinazione tra riscaldamento generale e specifico aumenti la prestazione di forza massimale in misura maggiore rispetto all'esecuzione del solo riscaldamento specifico.

### Riscaldamento, acido lattico e ioni idrogeno
Il lattato e gli ioni idrogeno (H+) sono dei prodotti metabolici il cui accumulo nel sangue e nei muscoli è caratteristico del metabolismo anaerobico lattacido o glicolitico. Vale a dire che attività anaerobiche come l'allenamento con i pesi in stile bodybuilding/fitness, gli sprint o l'aerobica ad alta intensità causano un accumulo di acido lattico e di ioni idrogeno (H+), molecole implicate nello sviluppo della fatica fisica. Bisogna precisare che di per sé la produzione di lattato non contribuisce direttamente all'instaurarsi della fatica percepita ad elevate intensità di allenamento. È l'accumulo di H+, che coincide con la produzione di lattato, ma che non è da esso causato, a provocare una diminuzione del pH cellulare (acidosi metabolica), compromettendo la contrazione muscolare, e portando in definitiva alla fatica e al bruciore percepito. 
Il crescente accumulo di ioni idrogeno (H+) si verifica a causa di alcune differenti reazioni biochimiche durante l'intenso esercizio fisico, soprattutto dalla scissione di ATP (la molecola liberata dal corpo) nei miofilamenti muscolari durante una contrazione muscolare intensa. 
È interessante notare che i ricercatori più di recente hanno proposto che la produzione di lattato sia un evento fisiologico per neutralizzare o ritardare l'ambiente acido nel muscolo in attività. La vera causa dell'acidosi, o del bruciore, quindi è l'accumulo di H+ nell'ambiente contrattile del muscolo, mentre il lattato in realtà tampona l'acidità nelle cellule accettando H+ all'interno della sua struttura biochimica che altrimenti altererebbe le prestazioni fisiche. In effetti, se non fosse per l'effetto del lattato come tampone o neutralizzatore dell'ambiente acido nella cellula, si sarebbe in grado di allenarsi solo a bassi livelli di intensità. Pertanto, l'accumulo di lattato, che per anni è stato impropriamente considerato come la causa del bruciore, è in realtà un evento metabolico benefico volto a diminuirlo.
Tralasciando i dettagli fisiologici, l'accumulo di questi prodotti metabolici è causa di un decremento della prestazione e ostacola il reclutamento delle fibre muscolari, e questo significa che il loro eventuale accumulo durante il riscaldamento può avere delle implicazioni per quanto riguarda la prestazione fisica. Bisogna considerare che il riscaldamento dovrebbe evitare l'accumulo o una maggiore produzione di lattato e H+ per non compromettere la prestazione, ma durante l'esercizio coi pesi, uno sforzo della durata di 20 o più secondi farà affidamento sul metabolismo anaerobico glicolitico con un'inevitabile produzione di queste molecole. 
Anche durante l'attività aerobica di endurance, un riscaldamento eseguito ad un'intensità che supera la soglia aerobica causa una maggiore concentrazione di acido lattico. La soglia aerobica è il livello del metabolismo energetico dove le concentrazioni di lattato ematico aumentano rispetto ai livelli basali, un punto che viene generalmente raggiunto quando le concentrazioni di lattato ammontano a circa 2 millimoli per litro (2 mmol/l). Per tanto, se la prestazione di per sé viene giudicata un importante obiettivo dell'allenamento, al fine di ottenere il massimo della resa fisica, la fase di riscaldamento dovrebbe essere svolta ad intensità piuttosto contenute, in modo da evitare l'accumulo di questi prodotti metabolici. Durante i pesi, è suggeribile che la fase di riscaldamento specifico venga eseguita con serie della durata inferiore ai 20 secondi; mentre nell'attività cardiovascolare, l'intensità dell'esercizio potrebbe essere mantenuta indicativamente al di sotto del 65% del FCmax o del VO2max.

### Riscaldamento e stretching
Spesso i componenti dell'allenamento fisico quali il riscaldamento e lo stretching possono essere confusi. Soprattutto in passato, si suggeriva la possibilità di svolgere l'attività di stretching statico durante la fase di riscaldamento, ma la letteratura scientifica degli ultimi decenni ha iniziato a segnalare che questo potrebbe avere degli effetti negativi sulla prestazione aumentando il rischio di infortuni. Il riscaldamento prima dell'esercizio è necessario per migliorare diversi aspetti dell'allenamento. Al contrario, lo scopo dello stretching è quello di aumentare la flessibilità e l'ampiezza dei movimenti e delle articolazioni.
Una delle review scientifiche più esaurienti e complete riguardo all'impatto dello stretching pre-esercizio e il rischio infortuni è stato completato da Thacker et al. (2004). Gli autori concludono che lo stretching pre-esercizio non previene lesioni tra gli atleti, né agonisti, né amatoriali. Thacker e colleghi spiegano come la pratica dello stretching pre-esercizio non possa prevenire lesioni, proponendo che ci sia un'alterazione del tessuto connettivo (capacità del tessuto di estendersi in modo appropriato in risposta alla pressione applicata). In alcuni casi, questa alterazione può portare ad una maggiore instabilità articolare. Infine, il riscaldamento già di per sé dimostra di migliorare la flessibilità, in quanto l'aumento della temperatura corporea provocato da questa pratica aumenta l'elasticità muscolare e la flessibilità muscolare anche del 20%.

### Benefici del riscaldamento
- aumenta l'apporto di sangue ai muscoli;
- aumenta l'apporto di nutrienti e gas ai muscoli;
- aumenta la temperatura corporea;
- migliora l'attività degli enzimi responsabili della produzione di energia;
- migliora la prestazione fisica;
- migliora la forza e potenza muscolare;
- aumenta la reattività e la generazione di forza;
- migliora l'elasticità muscolare;
- aumenta l'estendibilità del tessuto connettivo;
- riduce il rischio di infortuni;
- diluisce la produzione di lattato;
- riduce l'abbassamento del pH riducendo il fenomeno dell'acidosi;
- può contribuire a prevenire problematiche e irregolarità cardiache.